# Histoire du Nicaragua

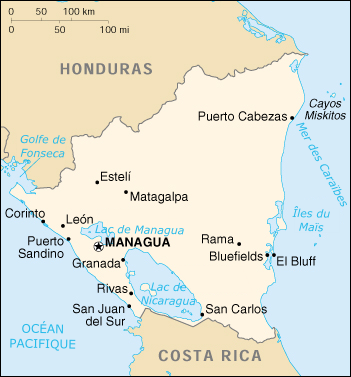
Carte simplifiée actuelle du pays.

Position géographique du Nicaragua, en rouge.

Le Nicaragua est un pays d'Amérique centrale. Il est limitrophe du Costa Rica au sud et du Honduras au nord. Il est bordé par l'océan Pacifique à l'ouest et la mer des Caraïbes à l'est.
L'origine du nom du Nicaragua n'est pas élucidée et divise encore les historiens et les linguistes. Selon une version, le terme vient du nahuatl nic-Anahuac (signifiant Jusqu'ici ensemble avec la mer). La version la plus populaire, mais peu soutenue par des experts[réf. nécessaire], fait dériver le Nicaragua de Nicarao, qui aurait été le chef de la population indigène ayant accueilli les premiers conquérants espagnols sur les rives du lac Nicaragua (ou lac Cocibolca). Gil González Dávila lui donna le nom de mer d'eau douce, associant le nom du cacique au terme espagnol d'agua (eau).
La population du pays est estimée à 6 millions de Nicaraguayens en 2020, non-compris les diaporas (en).

## Avant 1500: époque précolombienne

Amérique centrale préhispanique vers 1500.

Les civilisations précolombiennes de Mésoamérique sont relativement connues.
Il est probable que les premiers habitants paléoindiens occupent le territoire dès 6 000 ans av. J.-C. Les empreintes pétrifiées dans la boue volcanique des Huellas de Acahualinca à Managua ainsi que d'autres indices archéologiques le laissent supposer.
Au début du XVIe siècle plusieurs groupes amérindiens se partagent le pays :
- sur les basses terres de la côte Pacifique, les Niquiranos (dirigés par leur chef Nicarao et qui occupent l'actuel site de Rivas), les Chorotegas (ou Choroteganos) , les Matagalpas, les Lencas et les Chontales et les Maribios[1]

- Les régions centrales (hautes terres et côte Pacifique) étaient linguistiquement et culturellement similaires aux Aztèques et Mayas. L'histoire des peuples de l'ouest du Nicaragua montre que ceux-ci proviennent de migrations depuis le Mexique et le nord de l'Amérique centrale, plusieurs siècles avant l'arrivée des Espagnols. D'ailleurs la plupart des populations du centre et de l'ouest parlent Pipil une langue apparentée au Nahuatl, langue des Aztèques. Les populations des Caraïbes ont migré depuis la Colombie. Celles de l'Est leur étaient apparentées et maintenaient des contacts et des liens commerciaux avec les populations Caraïbes. À l'arrivée des Espagnols le pays était occupé par trois groupes : les Niquiranos, les Choroteganos et les Chontals. Ils étaient dirigés par une hiérarchie de caciques[note 1]. Les Chontals occupaient les régions montagneuses du centre et ne présentaient pas, aux yeux des étrangers, la complexité des deux autres. Les Niquiranos occupaient la région entre le lac de Nicaragua et la côte Pacifique - l'un des chefs, Nicarao, occupait l'actuelle cité de Rivas. Les Chorotegas occupaient la région centrale. Ces deux derniers peuples ont établi de bons termes avec les Espagnols. Ensuite, l'Ouest et les montagnes ont été rapidement décimées par ce contact avec les Espagnols ; l'Est survécu[1].

- sur la côte Atlantique de la mer des Caraïbes, les Mosquitos (ou Miskitos), les Mayangnas (ou Sumus, voire Sumos)[2] et les Ramas.

Les groupes de la côte Atlantique sont apparentés, par la culture ou les dialectes (proches de la langue muisca (chibcha), aux peuples du nord de la Colombie. En revanche, ceux de la partie occidentale et centrale parlent des dialectes náhuat (pipil) proches du nahuatl, la langue des Aztèques, ce qui pourrait laisser supposer une origine mexicaine. La plupart ont adopté une forme de gouvernement "monarchique".

## Période coloniale espagnole (1502-1821)
Pour des articles plus généraux, voir Colonisation espagnole de la terre ferme d'Amérique et Tierra Firme.
Le premier Européen à fouler le sol du Nicaragua est Christophe Colomb. Fuyant la tempête au cours de son quatrième voyage il aborde, le 12 septembre 1502 au Cap Gracias a Dios, à l'embouchure de la rivière Coco sur la côte des Caraïbes. Il en prend possession au nom du roi d'Espagne.
En 1522, le conquistador Gil González Dávila (1480-1526) avec une petite troupe venant du Panama et traversant le Costa Rica est le premier à pénétrer au Nicaragua côté Pacifique. Il explore les fertiles vallées de l'ouest, entre en contact avec le chef Nicarao qu'il parvient à baptiser et à en faire un allié. Il doit cependant lutter contre le chef Diriangén. Négligeant d'établir des colonies pérennes, il se replie sur le Panama où le gouverneur de la Castille d'Or Pedrarias Dávila (1440-1531) le fait arrêter et lui confisque l'or ramené du Nicaragua. González Dávila doit fuir à Saint-Domingue.
Plusieurs expéditions sont alors montées par les Espagnols en 1524. González Dávila, qui a de nouveau reçu l'autorisation par décret royal, aborde la côte du Honduras en venant des Caraïbes ; Francisco Hernández de Córdoba (1475-1518) envoyé par le gouverneur de Castille d'Or approche par le Costa Rica et fonde les deux premiers établissements à Granada sur la rive du lac Nicaragua et à León sur celle du lac de Managua ; Pedro de Alvarado (1485-1541) et Cristóbal de Olid (1483-1524), envoyés par Hernán Cortés partent du Guatemala à travers le Salvador et le Honduras.
Les indigènes furent décimés en quelques décennies par la répression, l'esclavage et les maladies, mais aussi par les conflits entre les différentes forces espagnoles qui ont engendré une série de batailles connues sous le nom de guerres des capitaines. Pedro Arias Dávila (Pedrarias Dávila) qui avait perdu le contrôle du Panama, s'empare du Nicaragua et établit sa base dans la colonie de Léon. Il va gouverner le pays avec une main de fer jusqu'à sa mort en 1531. Son successeur Rodrigo de Contreras (1534-1542) sera à l'origine des mêmes abus.
Le Nicaragua fait partie de l'Audience du Panama créée en 1538. En 1543, l'Espagne divise son empire en deux vice-royautés et rattache le Nicaragua à la Capitainerie générale du Guatemala, elle-même dépendante de la Nouvelle-Espagne. Les Espagnols s'installèrent surtout sur la côte Pacifique au climat plus sain, évitant de s'enfoncer dans la jungle de la côte Atlantique. Celle-ci fut alors colonisée par les Anglais à partir du Honduras britannique jusqu'au fleuve San Juan. Ils y installèrent dès 1687 un royaume fantoche la Moskitia (ou Mosquitia), dont le monarque était nommé par le gouverneur de la Jamaïque. Les Anglais y introduisirent aussi des esclaves noirs.
Pendant la période coloniale, le Nicaragua est la principale voie entre le Pacifique et l'Atlantique grâce à une circulation aisée par les fleuves et les lacs. El Realejo est notamment l'un des principaux ports du Pacifique et un centre de construction des galions Manille-Acapulco. En 1610, l'éruption du volcan Momotombo détruit la capitale Léon, qui est reconstruite au nord-ouest du site original. Le pays est alors relativement calme, entrecoupé de rébellions mineures rapidement réprimées. Toutefois la côte des Caraïbes subit de fréquents raids des pirates anglais, français et hollandais. La ville de Granada a été dévastée par deux fois en 1658 et 1660.
Jusqu'à la fin du XVIIIe siècle, le territoire est divisé en un gouvernorat nicaraguayen avec sa capitale à León et les corregimientos de Chontales, Realejo, Matagalpa, Quezalguaque et Monimbó, l'ensemble dépendant de la Capitainerie du Guatemala. En 1787, ces corregimientos ont été supprimés et rattachés au gouverneur.
Le changement dynastique consécutif à la guerre de Succession d'Espagne (1701-1714) a des conséquences durables sur les colonies espagnoles. Les Habsbourg ont soutenu les monopoles commerciaux stricts. Les Bourbons sont plus partisans d'une politique économique libérale. Au sein de la Capitainerie Générale, deux factions s'opposent : les conservateurs, surtout propriétaires terriens qui ont profité du monopole, sont soutenus par l'Église catholique et ont leur fief dans la ville de Granada ; les libéraux, partisans de la nouvelle économie, plutôt anticléricaux, ont leur fief dans la ville de León. La rivalité entre libéraux et conservateurs pèse longtemps sur la vie politique du pays, comme sur celles des futurs autres États de l'isthme. Elle est aussi à l'origine d'une ingérence internationale, chaque faction n'hésitant pas à voler au secours de son homonyme dans les pays voisins, souvent par la force armée.

## Vers l'indépendance (1800-1838)
Lors des Cortes de Cadix (1810-1814), le gouverneur du Nicaragua est représenté par José Antonio López de la Plata. Avec son collègue Florencio del Castillo du Costa Rica il réussit à imposer en 1812 une province du Nicaragua et Costa Rica comme une unité politique administratives distincte du Guatemala. Remise en cause lors du règne de Ferdinand VII d'Espagne (1814-1833, restauration absolutiste en Espagne), elle est de nouveau reprise en 1820. Le maire du Nicaragua, Miguel Gonzalez Saravia et Colarte devient le chef politique de la province du Nicaragua et du Costa Rica. La province comporte sept subdivisions: Costa Rica, El Realejo, Granada, León, Rivas, Nicoya et New Segovia.
L'indépendance du Mexique (1810-1821), dans le cadre du plan d'Iguala, entraîne une agitation dans les provinces relevant de la Capitainerie du Guatemala, et donc de la vice-Royauté de la Nouvelle-Espagne. Successivement le Chiapas, le Guatemala (associé au Salvador), Comayagua (Honduras) s'associent librement à l'éphémère empire mexicain. La province du Nicaragua et du Costa Rica approuve également cette annexion le 11 octobre 1821. La chute d'Iturbide entraîne une désaffection des unionistes. Les partisans de l'indépendance totale des provinces de l'ancienne capitainerie organisent un congrès à Guatemala, se déclarent indépendants du Mexique et fondent les Provinces-Unies d'Amérique centrale fédérant les cinq provinces du Nicaragua, Guatemala, Honduras, El Salvador et Costa Rica. À l'inverse, le Chiapas choisit l'union avec le Mexique.
La constitution proclamée le 22 novembre 1824 rebaptise le nouvel ensemble en République fédérale d'Amérique centrale, et les provinces deviennent des États membres. Au Nicaragua, Manuel Antonio de la Cerda, en tant que chef de l'État, prête serment à la Constitution.
L'histoire politique du Nicaragua est alors dominée par la rivalité entre l'élite libérale de León et l'élite conservatrice de Granada. À Granada vivent les grands propriétaires terriens, les producteurs, principalement du café et du sucre. Les habitants de Léon représentent la classe moyenne et l'artisanat commercial. La rivalité entre ces deux villes motive plusieurs guerres civiles.
Manuel Antonio de la Cerda, chef indépendantiste, occupe les fonctions de président depuis le 10 avril 1825. Son adjoint, Juan Argüello, conspire contre lui et le dépose l'année suivante. Argüello établit la capitale à León, mais Granada refuse de reconnaître son autorité. Le 27 novembre 1829, de la Cerda est abattu sur ordre de Argüello. Le gouvernement de la République fédérale envoie des troupes des divers États membres pour pacifier le pays jusqu'à la nomination d'un nouveau président Herrera Dionisio, qui restera au pouvoir entre 1830 et 1833. Quelques années plus tard, sous la présidence de José Núñez (1838-1841), le Nicaragua choisit de faire sécession de la Fédération d'Amérique centrale et devient un État souverain (1838).

## Indépendance et période des Directeurs (1838-1850c)
Le 12 novembre 1838, le Nicaragua se donne une nouvelle Constitution. Le pouvoir exécutif est confié à un Directeur Suprême (Supremo Director) élu pour deux ans. Les années 1840 et 1850 sont marquées par des guerres civiles opposant libéraux et conservateurs. Le pays doit subir l'invasion des forces armées du Salvador et du Honduras (1844-1845), sous le commandement du dictateur Francisco Malespín (1806-1846). Elles saccagent la ville de León. En 1852, la capitale est transférée à Managua afin de mettre fin à l'éternelle rivalité entre León et Granada, mais cette décision ne deviendra effective qu'en 1858.
Le 26 février 1853 Fruto Chamorro (1804-1855) est élu « Directeur suprême ». Sous son mandat, une assemblée constituante adopte une nouvelle constitution, mettant fin à la période des Directeurs. Le Nicaragua devient une république avec un pouvoir exécutif confié à un président pour une période de quatre ans. Fruto Chamorro assume ces nouvelles fonctions en 1854. Toutefois ces dispositions ne mettent pas fin aux guerres civiles.
La découverte de l'or en Californie en 1848 provoque une des plus grandes transhumances du siècle. La position stratégique du Nicaragua et la perspective de construire un canal reliant l'océan Pacifique et l'océan Atlantique attisent les rivalités des grandes puissances: Angleterre, France et États-Unis, qui toutes s'intéressent au Projet de canal du Nicaragua. Un homme d'affaires américain Cornelius Vanderbilt (1794-1877) organise une route transcontinentale de New-York à San Francisco en passant par le Río San Juan permettant de gagner le lac Nicaragua, puis la côte Pacifique. Il obtient également le 26 août 1849, le droit de construction d'un canal interocéanique au profit de sa société la Accessory Transit Company.
De leur côté, les Anglais exercent depuis 1655 un protectorat intermittent sur la côte des Mosquitos, également connue sous le nom de « royaume de Mosquitie » et forcent le Nicaragua à y reconnaître ses droits par un traité signé en 1849. Pour éviter des conflits d'intérêts les États-Unis et le Royaume-Uni se mettent d'accord le 19 avril 1850 en signant le traité Clayton–Bulwer de non concurrence.

### Galerie présidentielle partielle 1830-1900

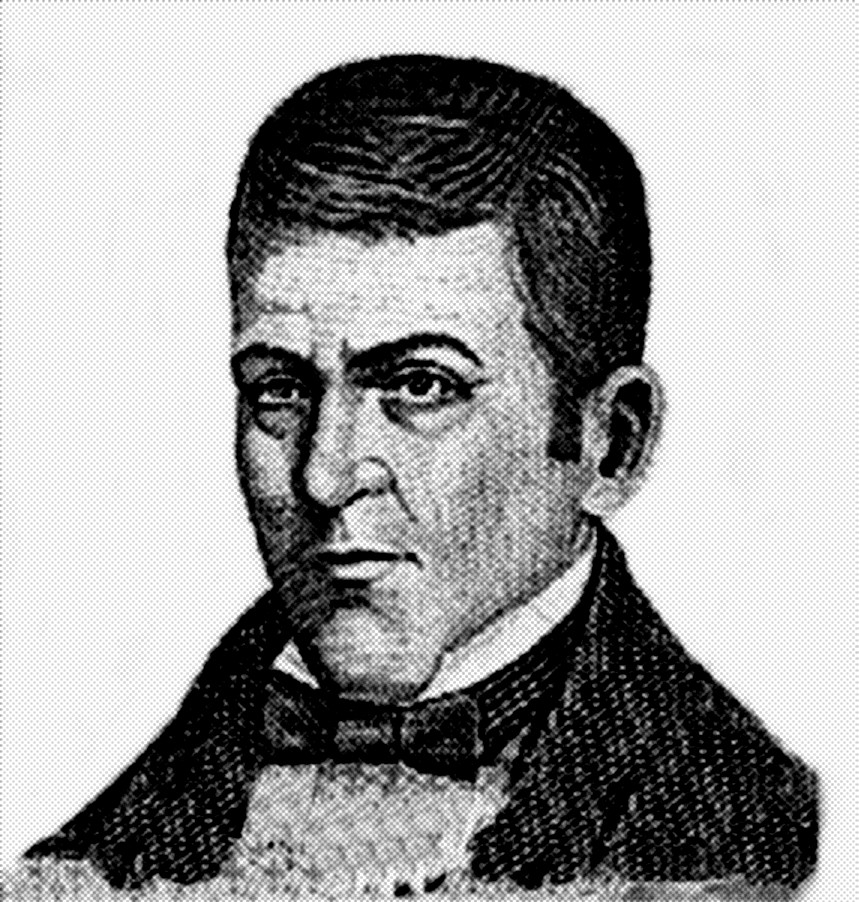
Dionisio Herrera 1830-1833
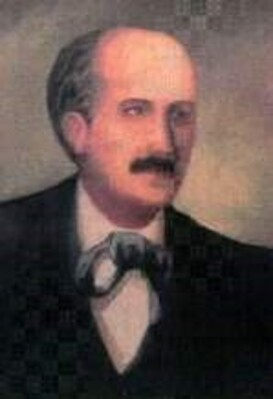
Fruto Chamorro Pérez 1853-1855
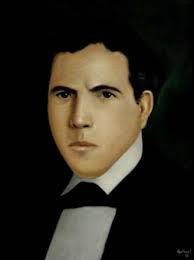
José María Estrada 1855-1856
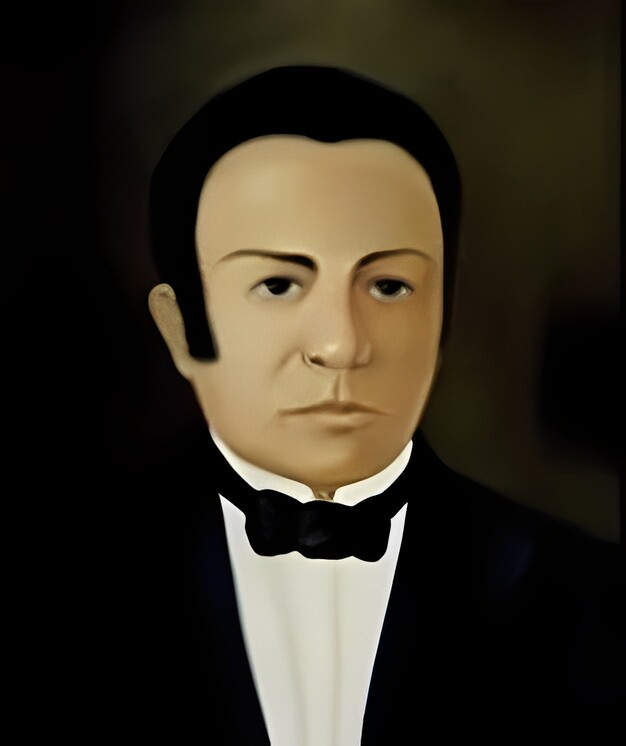
Patricio Rivas 1855-1857
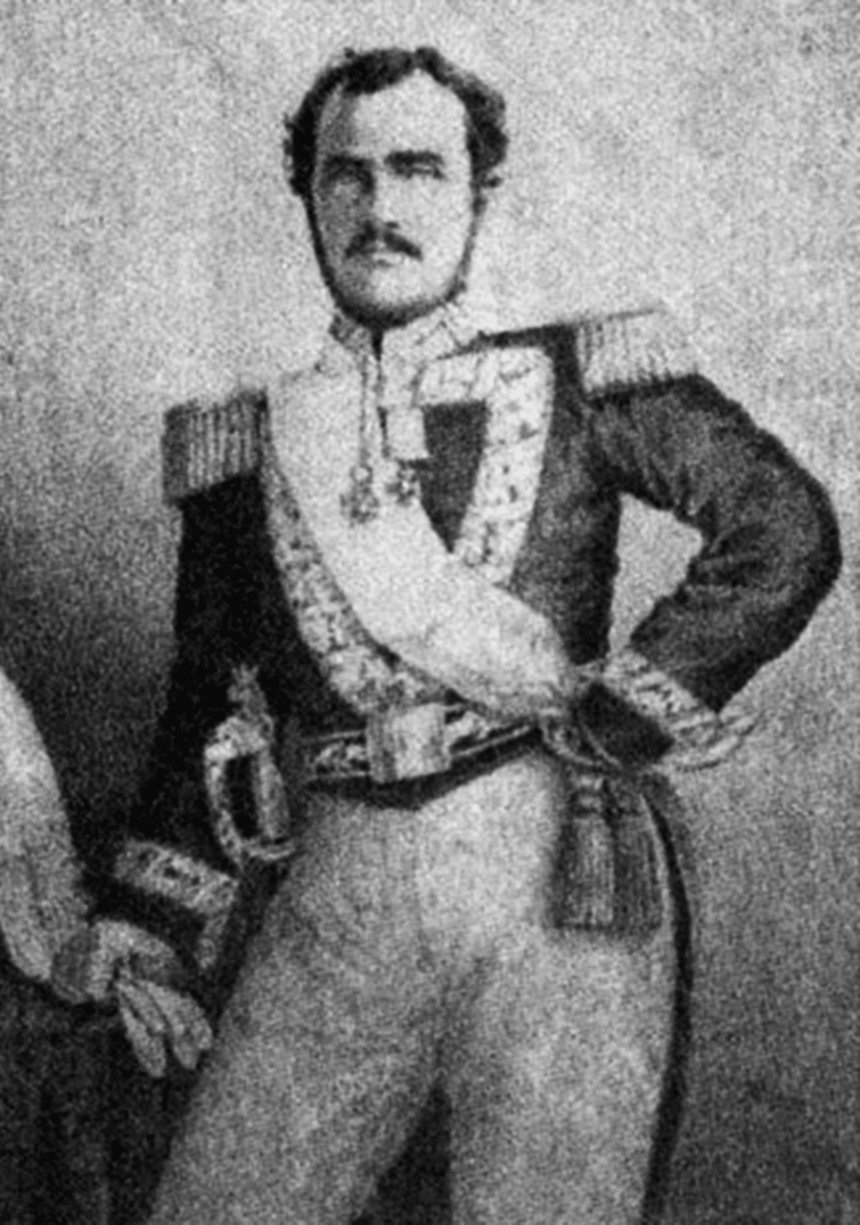
Tomás Martínez 1857-1867
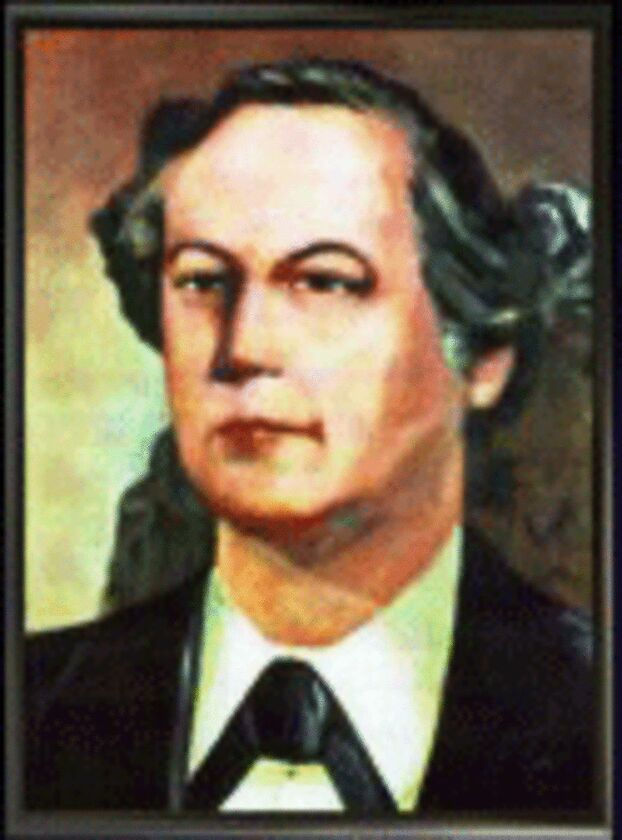
Fernando Guzmán 1867-1971
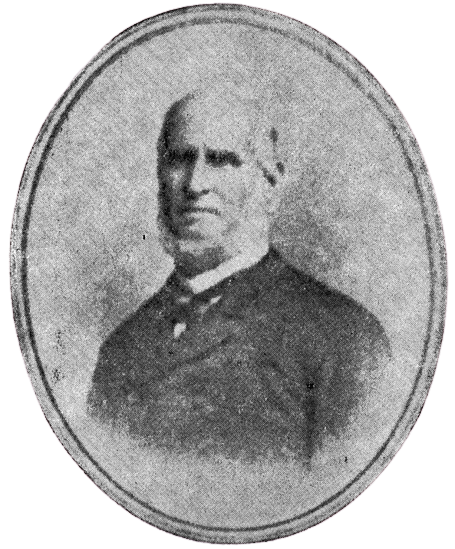
Pedro Joaquín Chamorro Alfaro 1875-1879
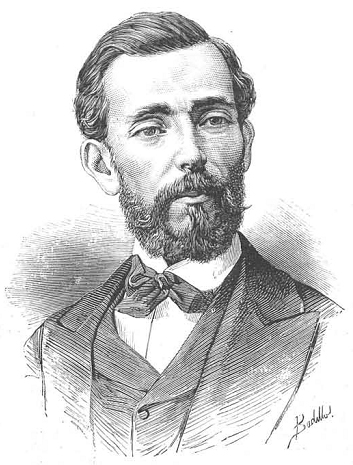
Joaquín Zavala 1879-1883
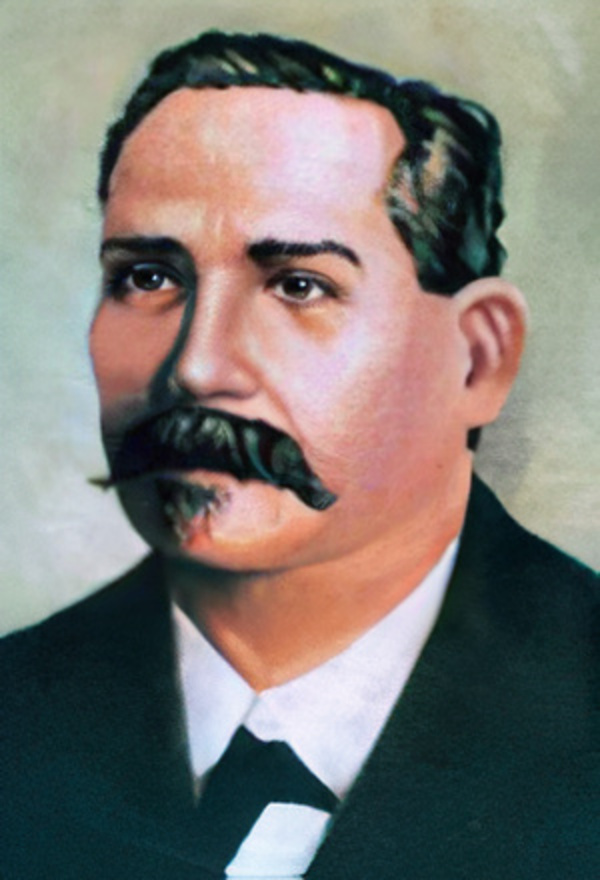
Roberto Sacasa 1889..1893
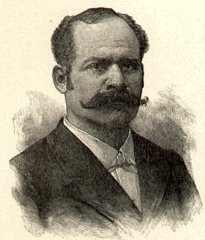
José Santos Zelaya 1893-1909

## Guerre civile et intermède Walker (1850c-1860c)

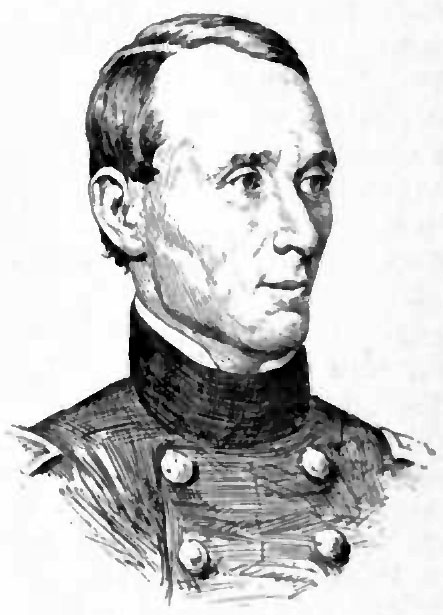
L'aventurier et flibustier américain William Walker

Sur le plan interne, la lutte est vive entre les conservateurs et les libéraux. En 1853, le général conservateur Fruto Chamorro Pérez prend le pouvoir et exile les opposants libéraux. Aidés par le gouvernement libéral du Honduras, ces derniers organisent une armée et entrent au Nicaragua le 5 mai 1854. Les libéraux sont d'abord vainqueurs, mais, à son tour le gouvernement conservateur du Guatemala envahit le Honduras pour mettre fin au soutien apporté aux libéraux nicaraguayens.
En 1855, les libéraux sollicitent l'aide des États-Unis. Un aventurier américain, William Walker (1824-1860), recrute une soixantaine de mercenaires avec le soutien financier d'un groupe de firmes de Boston (dont la future United Fruit), débarque à San Juan del Sur le 4 mai 1855 et investit Granada, centre du pouvoir conservateur, le 13 octobre. Il y fait nommer un ancien Directeur libéral, Patricio Rivas, comme président intérimaire fantoche, tout en se réservant le commandement en chef des armées nicaraguayennes. Walker veut instaurer une république esclavagiste, établit l'anglais comme langue officielle et exige la confiscation en son nom des terres des conservateurs. Mais en juin 1856 les libéraux lui retirent leur appui. Walker s'autoproclame président après avoir organisé un simulacre d'élection. Les États-Unis reconnaissent sa légitimité.
Il s'ensuit alors une véritable guerre de libération à laquelle s'associent les autres États de l'isthme encouragés en sous-main par la Grande-Bretagne. Walker est défait lors de la bataille de San Jacinto le 14 septembre 1856. Walker doit quitter le pays en mai 1857 sans que ses hommes n'aient mis Granada à feu et à sang. Il tente d'envahir de nouveau le pays, mais sera finalement capturé et exécuté en 1860 au Honduras.

## 35 années de pouvoir conservateur, émergence du café (1858-1893)
Après l'intermède William Walker, libéraux et conservateurs signent le pacte de Chachagua. Il s'agit d'une formule de gouvernement de coalition avec une coprésidence décernée à Tomás Martínez et Máximo Jerez. Cette formule ne dure que quelques mois et dès novembre 1857 une Assemblée constituante donne le pouvoir à Martínez et le Parti conservateur le conserve jusqu'en 1894.
Le 15 avril 1858 est signé avec le Costa Rica le traité Cañas-Jerez par lequel le Nicaragua reconnait la souveraineté du Costa-Rica sur les territoires jusqu'alors contestés de Nicoya et Guanacaste
De son côté, l'Angleterre renonce finalement à ses prétentions sur la Côte des Mosquitos par le traité de Managua de 1860, le dernier roi des Mosquitos, George Augustus Frederick, doit abandonner son titre pour celui de « chef héréditaire » en 1861. L'ancien royaume peut toutefois conserver une certaine autonomie jusqu'en 1894, date à laquelle il est définitivement incorporé au Nicaragua.
Le conservateur Tomás Martínez reste président du Nicaragua pour la période 1859-1863. Bien que la nouvelle constitution de 1858 n'autorise pas un second mandat présidentiel, Martinez est réélu en 1863. Cette situation entraîne l'insurrection du libéral Máximo Jerez (en) (1818-1881) et du conservateur Fernando Chamorro Alfaro (en) (1824-1863), mais les deux révoltes sont écrasées.
Tomás Martínez est remplacé par Fernando Guzmán (1867-1871) dans un climat d'instabilité politique. Une nouvelle guerre civile éclate le 25 juin 1869 qui prend fin grâce à la médiation des États-Unis. Par la suite, le suffrage censitaire favorable aux grands propriétaires leur permet de soutenir une longue série de présidences conservatrices. Pendant cette ère, le café est devenu la première production dans l'économie du pays. Pour en faciliter l'exportation, les transports, notamment par voies ferrées ont été considérablement améliorés : caféiculture en Amérique centrale. Des lois agraires sont promulguées au bénéfice des gros propriétaires, cultivateurs de café.
Roberto Sacasa (1840-1896), successeur à la présidence en 1889 après la mort du titulaire élu, est réélu en 1891 pour un nouveau mandat. Bien que conservateur, Sacasa est de León, pas de Grenade, et son élection induit une scission au sein du Parti conservateur.

## Période José Santos Zelaya (1893-1912)
José Santos Zelaya (1853-1919) accède au pouvoir en 1893, profitant de dissensions chez les conservateurs (crise du Nicaragua de 1894-1895) pour mener à bien une révolution libérale qui renverse le président Roberto Sacasa.
José Santos Zelaya dirige le Nicaragua pendant seize ans, entre 1893 et 1909, à la tête d'un gouvernement éclairé mais autoritaire. Durant cette présidence controversée, il modernise l'État, crée de nouvelles institutions, introduit l'habeas corpus, décrète l'école gratuite et obligatoire, construit des écoles et investit dans des infrastructures : construction des chemins de fer, navigation à vapeur sur le lac de Managua, importants travaux portuaires. Zelaya lance également une série de réformes sociétales dans le pays : institution de l'éducation laïque, mariage civil, confiscation des biens ecclésiastiques, laïcisation des cimetières, dépénalisation de l'avortement. Le Nicaragua devient le pays le plus riche et le plus prospère de l'Amérique centrale.
L'Amérique centrale lui doit la création d'une éphémère Grande République d'Amérique centrale, regroupant le Nicaragua, El Salvador et le Honduras, mais qui n'a duré que trois ans (1895-1898). Cette expérience l'a amené à soutenir d'autres partis libéraux de l'isthme. Il faut également porter à son crédit l'accord mettant fin au protectorat britannique sur la côte des Caraïbes.
En 1906, le Nicaragua doit faire face à une courte guerre contre le Guatemala, le Honduras et le Salvador. Les troupes nicaraguayennes battent l'armée coalisée des Honduriens et des Salvadoriens à la bataille de Namasigüe et occupent Tegucigalpa. Les États-Unis imposent leur médiation par le traité de Chicago le 23 avril 1907. Les quatre nations s'engagent à ne plus intervenir dans les affaires internes à chaque État, et en cas de conflit, de s'en remettre à la décision d'une Cour centrale américaine, siégeant à Carthage au Costa Rica.
Les relations avec les États-Unis restent tendues. Ces derniers n'hésitent pas à accorder des aides financières à l'opposition conservatrice à Zelaya. L'idée de créer un canal interocéanique à travers le Nicaragua intéresse le Japon et l'Allemagne, ce que ne peuvent souffrir les américains qui considèrent l'Amérique centrale comme leur chasse gardée. En 1907, des navires de guerre américains bloquent les différents ports du Nicaragua. La situation est telle qu'elle engendre un conflit interne entre les libéraux et les conservateurs, ces derniers soutenus par les États-Unis. En 1909, deux mercenaires américains sont accusés d'avoir posé des mines sur le fleuve San Juan pour faire sauter un navire le Diamente. Ils sont capturés et exécutés par le gouvernement de Zelaya. Les États-Unis considèrent cette action comme une provocation à la guerre et décide de provoquer le renversement illégal de Zelaya.
Le 10 octobre 1909 éclate la contre-révolution. Le mouvement est dirigé par le général Juan José Estrada, gouverneur libéral de la Côte Atlantique ; par l'administrateur de la mine d'or La Luz et à Los Angeles Adolfo Díaz (1875-1964) ; par un représentant des propriétaires terriens conservateurs, Emiliano Chamorro ; et par le général conservateur Luis Mena. Mais le consul des États-Unis, Thomas Moffat apparait comme un deus ex machina du mouvement contre-révolutionnaire. Juan Estrada, lui-même, en révèle plus tard la machination dans une interview au New York Times.

## Intervention américaine (1912-1933)
Au début du XXe siècle, le président des États-Unis Theodore Roosevelt instaure la doctrine du Big Stick, dont le but principal est de protéger les intérêts économiques des États-Unis en Amérique latine, principalement dans la zone des Caraïbes. En 1909, les États-Unis offrent un appui politique aux forces rebelles menées par les conservateurs contre le président Zelaya. Les raisons d'un tel soutien de la part des États-Unis sont des divergences sur la proposition de canal de Nicaragua, le risque que la politique du Nicaragua déstabilise la région, la tentative de Zelaya de réglementer l'accès des étrangers aux ressources naturelles. Le 18 novembre 1909, des navires de guerre de l'United States Navy sont envoyés dans la région des insurgés. Les États-Unis justifient l'intervention par la nécessité de protéger les vies et les biens de leurs concitoyens. Zelaya doit démissionner le 17 décembre.
Pas moins de quatre présidents à la solde des États-Unis se succèdent en un an. Finalement, les États-Unis accèdent à la demande du président Adolfo Díaz (1875-1964) et envoient leurs troupes dans le pays en 1912 pour rétablir l'ordre. Les marines américains restent au Nicaragua jusqu'en 1933 (entre 1912 et 1925, puis après une interruption de 9 mois, entre 1926 et 1933) réprimant les soulèvements qui visent la libération du pays.
En 1914, le traité Bryan-Chamorro est signé entre le Nicaragua et les États-Unis. Ces derniers obtiennent la concession de construire un futur canal en échange de trois millions de dollars. Bien que le canal de Panama ait été construit dès 1903, la région continue d'être d'un intérêt stratégique et ce traité vise aussi bien à écarter d'autres intérêts étrangers. Ils obtiennent aussi le droit d'établir une base militaire dans le golfe de Fonseca pour une période de 99 ans et la cession pour la même durée des îles du Maïs au large des Caraïbes.

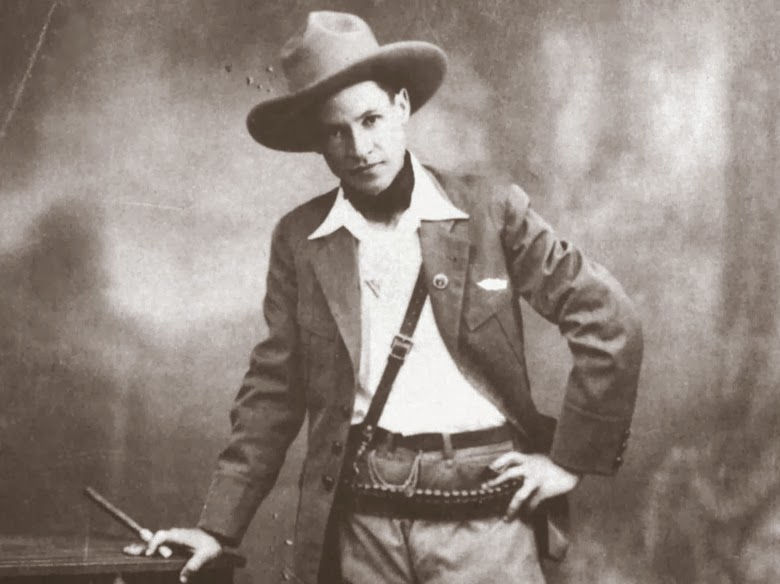
Augusto César Sandino (1895-1934)

Après le premier retrait des U. S. Marines, un autre conflit violent a lieu entre libéraux et conservateurs en 1926 connu comme le nom de guerre constitutionnaliste, d'où le retour des U. S. Marines qui imposent le pacte de Espino Negro (en), lequel s'appuie sur un gouvernement de coalition. Le général Augusto César Sandino n'adhère pas à cet accord et mène une guérilla contre le pouvoir établi. Il déclare : « Si 100 hommes aiment le Nicaragua comme je l’aime, le Nicaragua sera libre ! »
Les Américains finissent par quitter le pays en 1933 du fait de la guérilla de Sandino, mais aussi de la Grande Dépression, après avoir créé la Garde nationale (Guardia Nacional), formation à la fois militaire et policière conçue pour protéger les intérêts américains, confiée à un ami proche Anastasio Somoza García. Sandino, satisfait d'avoir obtenu le départ des Américains, accepte de négocier avec le nouveau président Sacasa, mais exige la dissolution de la Garde nationale qu'il juge inconstitutionnelle. Il est alors assassiné par des officiers de celle-ci le 21 février 1934.

## Famille Somoza (1936-1979)

### Anastasio Somoza García
Les divisions au sein du Parti conservateur aux élections de 1932 ont ouvert la voie au libéral Juan Bautista Sacasa. Mais après l'assassinat de Sandino, Anastasio Somoza accroît son influence personnelle sur le Congrès et le parti au pouvoir alors que la popularité du président Sacasa diminue en raison de son manque d'envergure et de l'accusation de fraude aux élections législatives de 1934. Somoza  réorganise les forces armées, en les purgeant des opposants et en plaçant ses proches à des postes clés à travers le pays. Il utilise à ses fins le budget militaire qui représente plus de la moitié des recettes fiscale. Il contrôle la Garde nationale et le Parti libéral (Partido Liberal-PL) qu'il transforme avec l'appui d'une partie des conservateurs en Parti libéral nationaliste (Partido Liberal Nacionalista-PLN). Il parvient à gagner les élections présidentielles en 1936.
Anastasio Somoza reste président de 1937 à 1947, puis de 1950 à 1956 (dans l'intervalle il conserve le pouvoir de fait en faisant élire des hommes de paille). Sa famille restera au pouvoir jusqu'en 1979 et amassera une immense fortune. Somoza agit d'ailleurs avec une certaine habileté politique, acceptant une opposition légale dans la mesure où elle reste modérée, infiltrant les syndicats, ou prenant faits et cause pour les alliés lors de la Seconde guerre mondiale, ce qui lui permet d'exproprier pour son propre compte les biens allemands.
Deux ans après son élection, Somoza, déclare son intention de rester au pouvoir au-delà de son mandat présidentiel. Ainsi, en 1938, Somoza obtient d'une Assemblée constituante une extension de son pouvoir et l'allongement de son mandat à huit ans. Le président peut édicter des lois relatives à la Garde nationale sans consulter le Congrès. Il s'assure le contrôle absolu dans le domaine politique et militaire. Le régime se transforme en une dictature permanente.
La première opposition au régime de Somoza vient des classes moyennes et supérieures, généralement conservatrices. Mais du fait de lois liberticides, de nombreux opposants ont fui le pays, exilés aux États-Unis. Pedro Chamorro (1924-1978), rédacteur en chef du journal La Prensa est une exception notable. Très populaire dans le pays, sa réputation internationale et son rejet de la violence le rendent intouchable pour le régime.
L'opposition libérale est progressivement éclipsée par une approche plus radicale de la part des marxistes. Le 21 septembre 1956, un jeune poète libéral, Rigoberto López Pérez, réussit à infiltrer un parti de Somoza, et à tirer plusieurs balles sur le président. Le tireur est abattu sur le champ par les gardes. Somoza meurt de ses blessures huit jours plus tard à l'hôpital américain de Panama.

### Seconde génération
Somoza García est remplacé à la tête du pays par ses deux fils. Luis Somoza Debayle devint le chef de l’État après l'assassinat de son père en 1956, mais Anastasio Somoza Debayle tient en coulisse les rênes du pouvoir en tant que chef de la Garde nationale. Anastasio junior, diplômé de la célèbre école militaire de West Point, s'était vu reprocher de mieux parler anglais qu'espagnol et d'être encore plus proche des États-Unis que son père. Ses positions anticommunistes lui valent le soutien des États-Unis. Le Nicaragua participe en 1960 à la création du Marché commun centraméricain.
La révolution cubaine renforce les révolutionnaires nicaraguayens. Sa réussite est une source d'espoir et d'inspiration pour ces derniers, ainsi qu'une source de financement et d'armement. Les marxistes, basés au Costa Rica, forment le Front sandiniste de libération nationale (Frente Sandinista de Liberacion Naciona, FSLN), se rattachant à la lignée du légendaire Augusto César Sandino. Les frères Somoza appuyés par les États-Unis réussissent à réprimer l'insurrection.
Le président Luis Somoza Debayle, sous la pression des insurgés, annonce la tenue d'élections nationales en février 1963. Les réformes électorales prévoient l'adoption du vote à bulletin secret ainsi que la supervision de la part d'une commission électorale. Luis introduit également dans la Constitution un amendement empêchant tout membre de sa famille de lui succéder. L'opposition est très sceptique face aux promesses du président. Ils ont finalement raison car Anastasio Somoza Debayle succède indirectement à son frère après sa mort des suites d'une crise cardiaque, en 1967. En effet, le véritable successeur de Luis, René Schick Gutiérrez, est considéré à juste titre comme le pantin de Anastasio Somoza Debayle.
Tout comme son frère et son père, Anastasio Somoza Debayle, est qualifié de kleptocrate par certains. Il possède notamment 20 % des terres les plus fertiles du pays. Les paysans sans terre travaillent sur des grandes plantations pour des salaires de misère (un dollar par jour). Désespérés, de nombreux paysans migrent vers l'est, cherchant des terres à cultiver. Certains sont contraints par la Garde nationale à déménager vers des projets de colonisation dans la forêt tropicale. Toujours dans les années 1950 et 1960, 40 % de toutes les exportations américaines de pesticides vont en Amérique centrale. En 1968, l'organisation mondiale de la santé établit que 17 % de la mortalité au Nicaragua provient de la pollution des eaux. Les propos suivants auraient été tenu par Anastasio : « J'ai une petite ferme, elle s'appelle Nicaragua » (« Nicaragua es mi finca »). De plus, il appelait les paysans les « bœufs ».
Dans l'impossibilité de se représenter après un second mandat, Somoza accepte de céder son pouvoir exécutif à conseil restreint, la Junte nationale de gouvernement, au début de l'année 1972. Cette dernière est un triumvirat composé de deux proches de Somoza, et d'un opposant membre du Parti Conservateur, qui est finalement évincé du pouvoir par des membres de son propre parti favorable à Somoza. L'accord à l'origine du triumvirat prévoyait la rédaction d'une nouvelle constitution et la tenue d'élections libres, sous le contrôle d'observateurs internationaux.
Le tremblement de terre de Managua de décembre 1972 est un événement décisif qui occasionne 500 000 sans-abri et plus de 10 000 morts. Somoza profite de la situation pour se faire nommer à la tête de l'État par le triumvirat de la junte, qui déclare l'État d'urgence, cumulant alors la grande majorité des pouvoirs entre ses mains, et contrôlant toujours la Garde nationale, qui cumule les fonctions de police, d'armée et de renseignements. Une grande partie de l'aide internationale est détournée par Somoza et la Garde nationale pour être revendue à leur profit. Une grande partie du centre-ville dévasté par les tremblements de terre n'a jamais été reconstruite. Le dictateur est réélu en 1974, dans une élection largement boycottée, notamment par les secteurs privés, insatisfaits de ne pas bénéficier du marché de la reconstruction du pays.

### Galerie présidentielle partielle 1910-2020

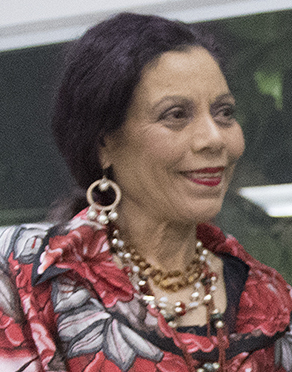
Rosario Murillo 2017-présent

Présidence

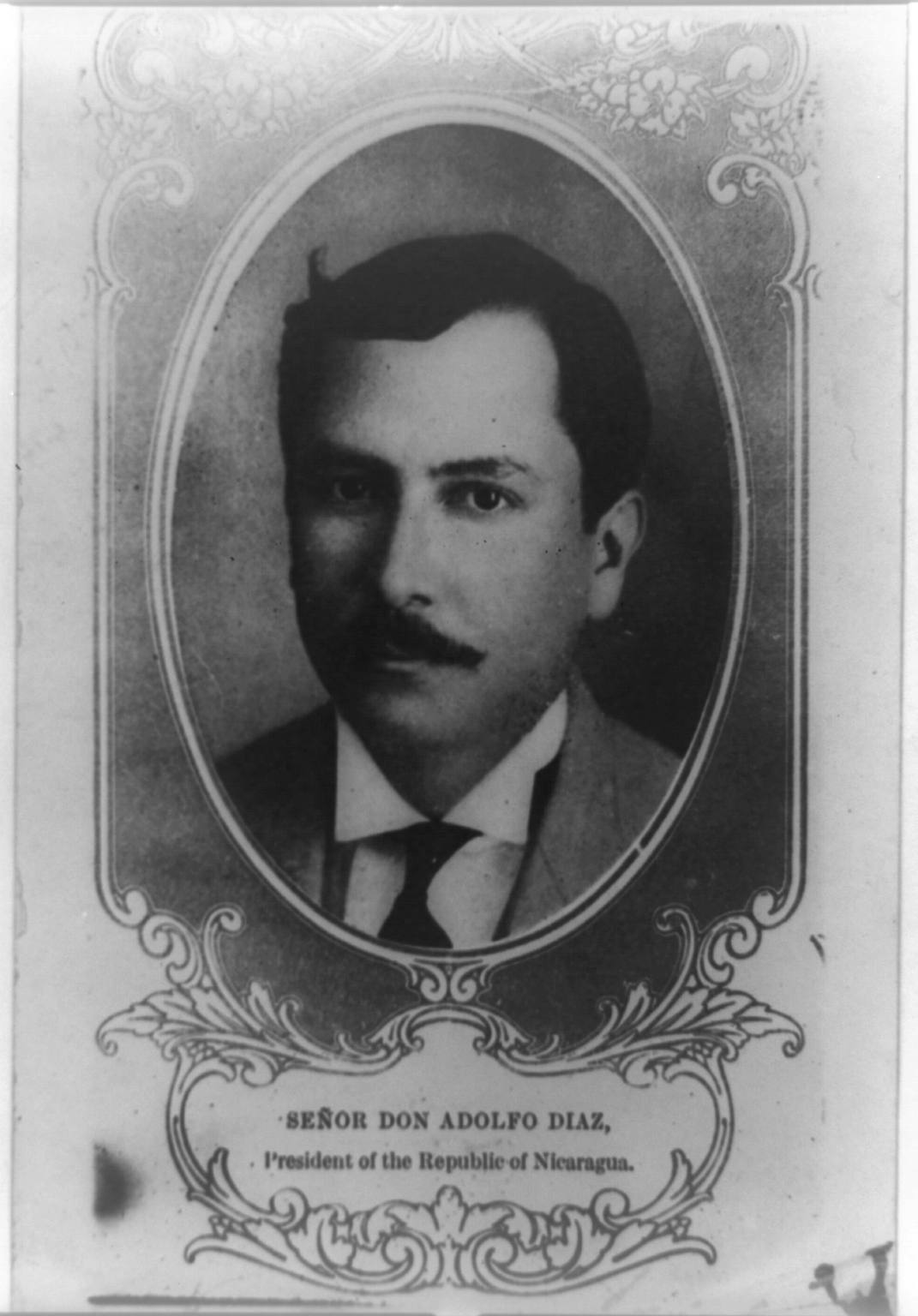
Adolfo Díaz 1911-1917 1926-1929
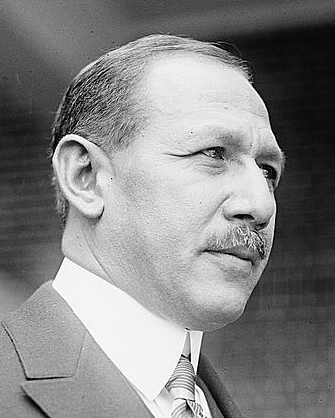
Emiliano Chamorro Vargas 1917-1921, 1926
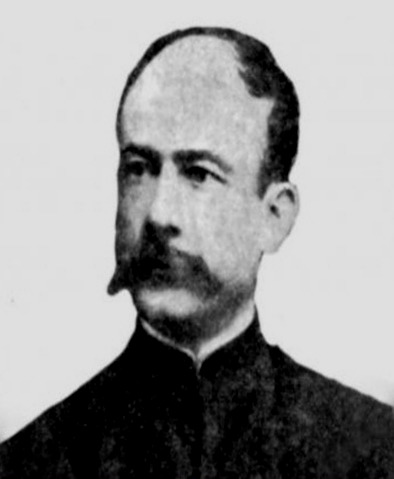
José María Moncada 1929-1933
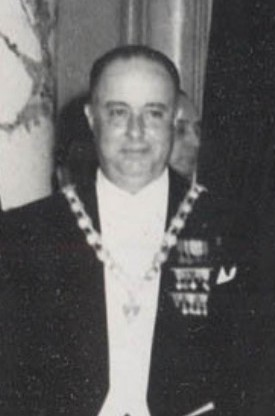
Anastasio Somoza García 1937-1947 1950-1956
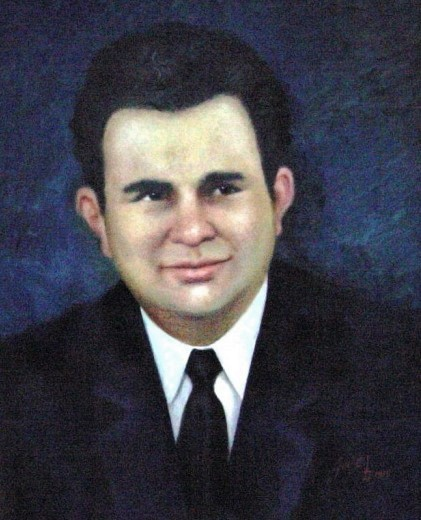
Luis Somoza Debayle 1956-1963
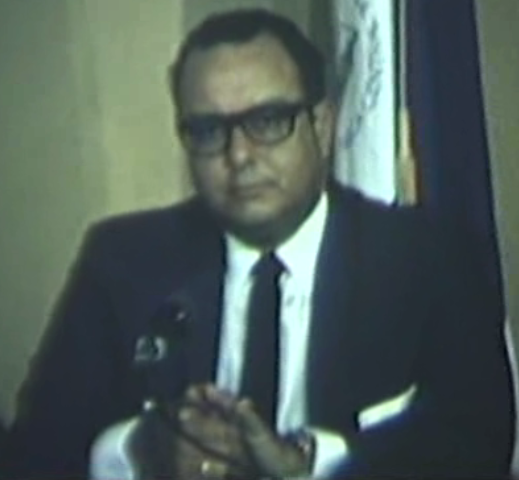
Anastasio Somoza Debayle 1967-1972 1974-1979
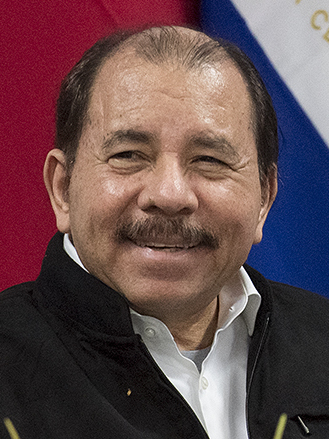
Daniel Ortega 1979-1990 2007-présent
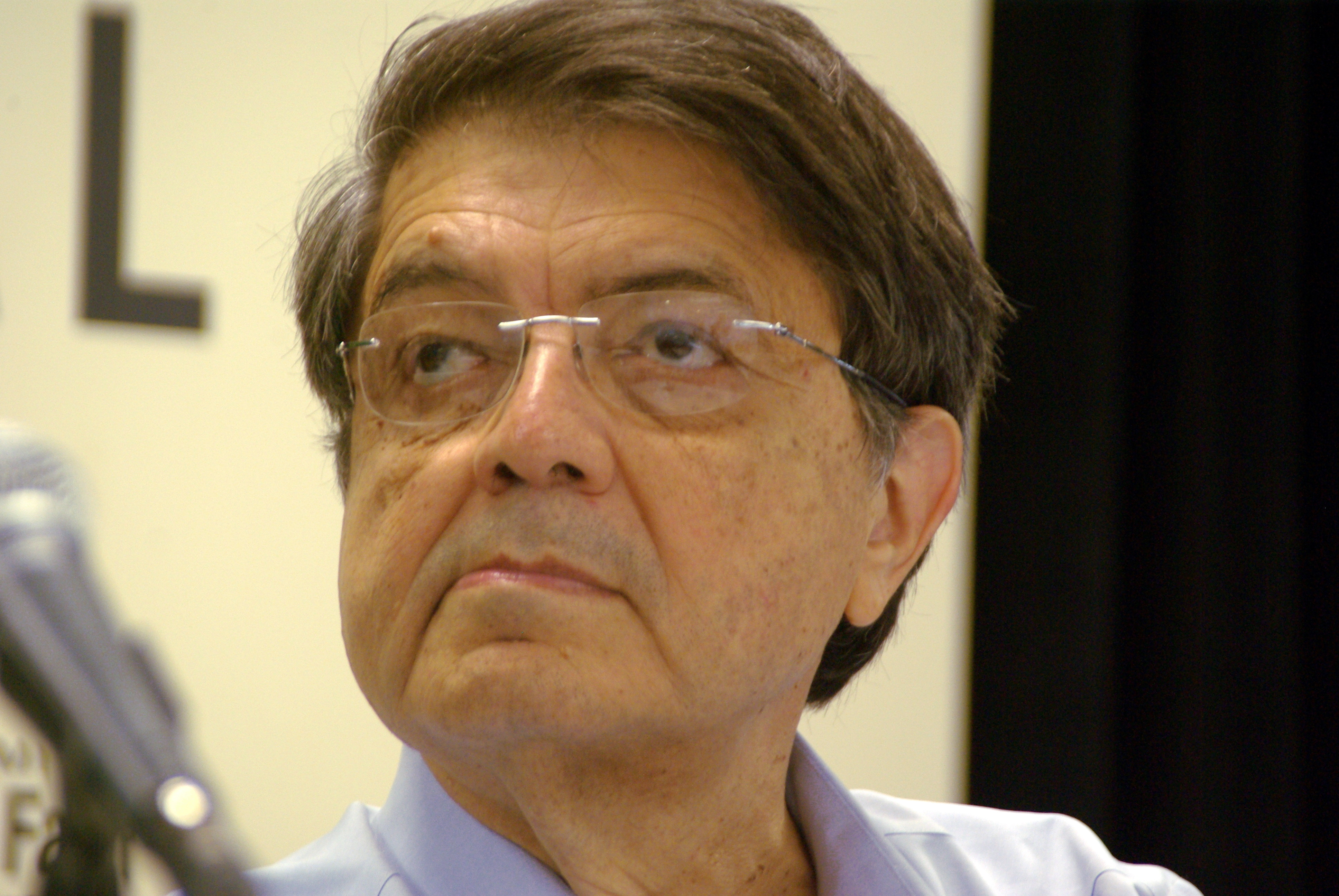
Sergio Ramírez VP 1979-1985
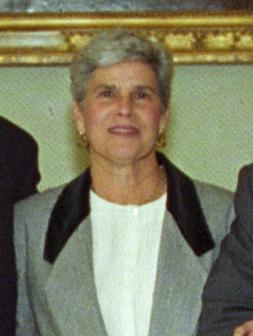
Violeta Barrios de Chamorro 1979-1981 1990-1997
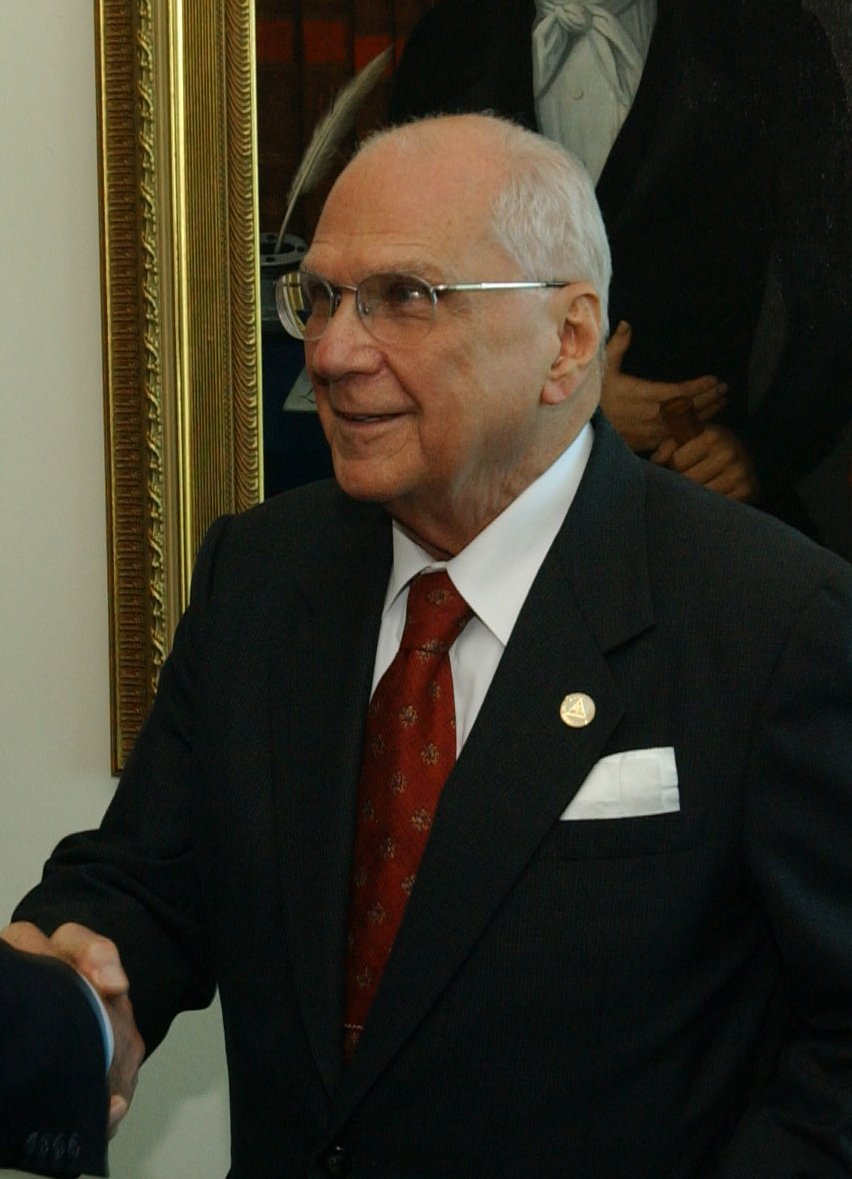
Enrique Bolaños Geyer 2002-2007

Vice-présidence (es)
- Rosario Murillo
2017-présent

## Insurrection sandiniste (1970c-1980c)
D'obédience marxiste mais se réclamant paradoxalement de la figure d'un libéral extrêmement populaire, Augusto Sandino (1895-1934), le Front sandiniste de libération nationale (FSLN), a été fondé en 1961 à La Havane par Carlos Fonseca (1936-1976), Tomás Borge Martínez 1930-2012) et Silvio Mayorga (es) (1934-1967). Il se lance dans les années soixante dans la guérilla sur le modèle de Fidel Castro et de ses Barbudos. À partir de 1970, il lance une série de vols de banques pour se financer.
Le 27 décembre 1974, le FSLN s'empare de 30 otages, dont le beau-frère du dictateur Somoza (Opération Décembre victorieux). Celui-ci accepte les demandes des preneurs d'otage : rançon d'un million de dollars, diffusion d'une  déclaration du FSLN à la radio, libération de 14 de ses membres. L'incident humilie le gouvernement et rehausse le prestige du FSLN. Somoza, dans ses mémoires, fait référence à cette action comme le début d'une brusque escalade des attaques et représailles. La loi martiale est déclarée, et la Garde nationale commence à raser des villages de la jungle soupçonnés de soutenir les rebelles. Des groupes de défense des droits condamnent les actions, mais le président américain Gerald Ford refuse de rompre l'alliance des États-Unis.
Mais grisé par le succès, le FSLN perd son unité et se divise en trois factions en octobre 1975 :
- Le FSLN Proletario, suit la pensée traditionnelle marxiste en s'appuyant sur le milieu ouvrier,
- Le FSLN Guerra Popular Prolongada (guerre populaire prolongée), s'inspire du maoïsme et espère en la mobilisation paysanne,
- Le FSLN Insurreccional, plus pragmatique et prônant un pluralisme idéologique milite pour une insurrection immédiate.

Le pays bascule dans la guerre civile. En 1978 le journaliste Pedro Chamorro est assassiné par la Garde nationale, qui s'était opposé à la violence contre le régime[Quoi ?]. 50 000 personnes suivent ses funérailles. Des grèves de protestation, exigeant la fin de la dictature sont organisées. Les sandinistes intensifient leurs actions et s'emparent de León.
Devant l'impopularité des Somoza, les États-Unis décident de lui retirer leur appui. Cette tactique échoue car Somoza conserve son influence sur le pays à travers la Garde nationale qui multiplie les exactions. Mais le 19 juillet 1979, les sandinistes entrent dans Managua. L'exécution par la Garde nationale du journaliste américain d'ABC Bill Stewart, diffusée aux États-Unis, fait basculer les médias et l'opinion américaine. Finalement, Jimmy Carter refuse l'aide militaire que Somoza demandait. Ce dernier quitte le pays avec sa famille.

## Période sandiniste (1979-1990)

Drapeau du FSLN

L'offensive finale du FSLN est déclenchée en mai 1979. Lors de la chute du gouvernement somoziste, les États-Unis apportent leur aide pour que Somoza, et les commandants de la garde nationale prennent la fuite. Le 17 juin 1979, un gouvernement provisoire, dénommé Junte de reconstruction nationale, (Junta de Reconstrucción Nacional, JGRN), présidé par Daniel Ortega (1945-) et composé de quatre autres membres Violeta Barrios de Chamorro (1929-), Moisés Hassan (1942-), Sergio Ramírez (1942-) et Alfonso Robelo (en) (1939-) prend le pouvoir. Les États-Unis estiment le coût des dommages occasionnés par la révolution à 480 millions de dollars. Le Front sandiniste de libération nationale (FSLN) prend la tête d'un pays dont la population souffre de malnutrition, de maladies et de contaminations par les pesticides. Socialiste et inspiré par la Théologie de la libération, le Front sandiniste nomme trois prêtres au gouvernement.
Le FSLN applique un ambitieux programme de réformes sociales. La réforme agraire permet la distribution de 5 millions d'acres de terres à environ 100 000 familles, une campagne d'alphabétisation est lancée et le système de santé est sensiblement amélioré. De nombreux centres de santé sont également construits et des campagnes de vaccination aboutissent à l'élimination de la polio et au recul de différentes maladies. Dans le même temps, le FSLN engage une politique de nationalisations et affirme son intention de construire une économie mixte. Dans les premières années du gouvernement sandiniste, près de la moitié du budget national est affecté à l'éducation et à la santé contre près de 20 % pour la Défense, mais le développement des contras inverse cette proportion.
Les contre-révolutionnaires (les Contras, notamment soutenus et entraînés par la dictature argentine dans le cadre de l'Opération Charly) se constituent et attaquent le régime sandiniste. Les contras regroupent des ex-somozistes, des membres de la Garde Nationale, des indiens soucieux de conquérir leur autonomie et des paysans propriétaires inquiétés par les collectivisations. Les contras bénéficient de l'aide des États-Unis qui ne voulaient pas voir un deuxième régime socialiste et anti-américain s'installer en Amérique, après la révolution cubaine. Les États-Unis autorisent aussi des opérations de sabotage (minage du port de Corinto, destruction de récoltes, etc.) en plus d'imposer un embargo total contre le Nicaragua à partir de 1985. De 1982 à 1984, les Contras passent de 500 à 15 000 membres.
Pour faire face à la guerre, le gouvernement sandiniste met en œuvre une politique de conscription pour tous les hommes âgés de 17 à 35 ans. Cette mesure est particulièrement impopulaire auprès des indiens Misquitos, déjà fortement éprouvés sous les Somozistes et peu intégrés à la nation nicaraguayenne, qui constituent une base sociale certaine pour les groupes de Contras. Selon une estimation de l'ONU, environ 10 000 d'entre eux sont déportés par les forces sandinistes dans des régions pleinement sous contrôles du gouvernement, pour éviter qu'ils ne soient recrutés par les groupes armés.
Du côté de l'opposition civile, 14 partis s’associent pour former l'Union nationale d'opposition. La Prensa, puissant journal détenu par Violeta Barrios de Chamorro, est parfois soumis à des restrictions pour son opposition au gouvernement.
Les sandinistes remportent les élections, organisées le 4 novembre 1984, avec 66 % des voix. Ces élections sont qualifiées de libres par des observateurs internationaux, souvent venus des pays d'Europe de l'Ouest. Cependant l'administration Reagan les déclare frauduleuse et indique qu'elles ne peuvent que détériorer les relations des États-Unis avec le Nicaragua.
Le gouvernement de Daniel Ortega, désormais uniquement constitué de membres ou sympathisants du FSLN, met alors en application une série de réformes de type marxiste-léniniste inspirées de son programme exposé en 1969 et se rapproche du bloc de l'Est. L'action gouvernementale, reprenant le programme de 1969 entendait développer notamment :
- révolution agraire,
- gouvernement révolutionnaire et intégrité administrative,
- respect des croyances religieuses,
- politique extérieure indépendante et solidarité internationale,
- armée patriotique populaire,
- unité de l'Amérique centrale.

### États-Unis et Contras
Selon un arrêt de la Cour internationale de justice, le Président des États-Unis a autorisé, à la fin de 1983 ou au début de 1984, le minage des ports nicaraguayens, ainsi que des eaux territoriales et intérieures, sans qu'aucune déclaration officielle ne l'annonce. Les États-Unis sont condamnés à verser plus de 17 milliards de dollars au Nicaragua au titre de dédommagement pour les dégâts occasionnés par le financement de la Contra. Les États-Unis ne reconnaissent pas ce jugement.
Le 1er mai 1985, une ordonnance du Président des États-Unis instaure un embargo total sur le commerce avec le Nicaragua. La rébellion s'étend mais sans chef unique, elle reste très disparate ; elle regroupe tous ceux qui sont contre le gouvernement sandiniste (de même que se donnent le nom de sandinistes toutes sortes de courants anti-somozistes…) et reçoit pour cela le nom de Contras.
Les Contras sont notamment :
- le FDN somoziste, qui constitue l'essentiel des Contras ,
- les groupes indiens, Kisan, Matama et d'autres,
- des ex-sandinistes déçus comme l'ARDE d'Eden Pastora et des maoïstes opposés aux orientations de la politique extérieure et à la modération du gouvernement dans les réformes économiques engagées.

Les États-Unis, alors dirigés par le président Ronald Reagan décrètent un embargo et vinrent en aide aux Contras en les entraînant, les armant, les finançant et les approvisionnant à partir de 1982. Ronald Reagan exige l'unification des Contras en 1985 mais sans réel succès. Le financement des Contras est officiellement suspendu par le Congrès après quelques années, ce qui contraint l’administration Reagan à rechercher des financements illégaux via les trafics d'armes et de drogues.
Les affrontements font 57 000 victimes, dont 29 000 morts (dix ans auparavant, la lutte contre Somoza a déjà fait 40 000 victimes). Apprenant l'aide américaine, le gouvernement de Daniel Ortega porta plainte contre les États-Unis en 1984 devant la Cour internationale de justice. Le 27 juin 1986, la cour ordonne aux États-Unis de cesser d'apporter leur soutien aux opposants au régime, et pour avoir « rompu leur obligation dictée par le droit international de ne pas utiliser la force contre un autre État », les condamne à verser 17 milliards de dollars de dédommagements au Nicaragua pour les dégâts causés par les Contras. L'administration américaine refuse de se soumettre à ce jugement. L'aide aux Contras continue jusqu'en 1989 notamment après qu'éclate le scandale de l'Irangate en 1986.
Les élections de 1990 voient la victoire de Violeta Chamorro (1929-) (54,2 % des voix) sur Daniel Ortega qui, prenant acte de sa défaite, déclare qu'il continuerait à « gouverner d'en bas », déclaration qui détourne de lui les populations car elle rappelle son attitude au sein de la coalition de 1979.

## L'après-sandinisme (1990-2007)
Le 25 février 1990, les sandinistes perdent les élections au profit de l'Union nationale de l'opposition (UNO, une coalition de 14 partis) emmenée par Violeta Barrios de Chamorro, la veuve d’un directeur du journal La Prensa assassiné par les Somoza. La défaite de Daniel Ortega mit fin à l'embargo américain. Une politique économique libérale d'ajustements structurels supervisée par le FMI et la Banque mondiale, ayant pour conséquence la remise en cause de progrès sociaux de la période sandiniste, est mise en œuvre sous surveillance des États-Unis. Le Nicaragua connait une régression sociale importante qui culmine avec l'apparition de famines à la fin de la décennie. Soixantième sur l'échelle du développement humain des Nations unies en 1990, le Nicaragua descend au 116e rang en une décennie.
En 1996, Arnoldo Alemán (conservateur, ancien somoziste), dirigeant du parti centre-droit Alliance libérale, devint président de la République. En fin de mandat, de forts soupçons de corruption pesaient sur lui et il fut condamné à 20 ans de prison pour détournement de fonds en 2003. En 1998, l'ouragan Mitch s'abattit sur le pays et y fit de nombreux dégâts. Le parti libéral constitutionnaliste conserve le pouvoir en 2001 avec l'élection d'Enrique Bolaños, ancien vice-président de Arnoldo Alemán. En 2005, l'augmentation du cout de la vie entraine des manifestations qui dégénèrent violemment. En 2006, l'ancien dirigeant sandiniste Daniel Ortega, soutenu par le président vénézuélien Hugo Chávez, prend sa revanche et remporte le scrutin présidentiel dès le premier tour.

## Pouvoir de Daniel Ortega (2007-présent)
Daniel Ortega  prend ses fonctions le 10 janvier 2007 et choisit comme vice-président un ancien Contras. Il est réélu le 6 novembre 2011. Sa politique vise à entretenir des relations non conflictuelles avec le patronat tout en favorisant certaines avancées sociales. Les résultats sont jugés relativement bons en matière de réduction de la pauvreté et de développement économique, permettant une avancée significative dans les campagnes de l’eau et de l’électricité ; l’octroi de plus de 138 000 titres de propriété en faveur des classes populaires ; la réduction de la mortalité infantile (de 90 à 50 pour 100 000) ; la construction de dix-huit nouveaux hôpitaux ; la gratuité de l’éducation et de la santé ; une administration plus efficace ; une nouvelle loi fiscale introduisant le concept de « progressivité » ; la construction ou l‘amélioration de 900 kilomètres de route ; une série de programmes sociaux – « Tous avec toi », « Les rues pour le peuple », « Usure zéro » (prêt solidaire à des femmes pour la création de petites entreprises), l’alimentation pour les enfants des écoles, les « paquets scolaires » (cahiers, crayons, règles, etc.) »
Très loin de la situation de certains des pays de la région comme le Honduras, le Salvador et le Guatemala, gangrenés par des gangs meurtriers, le Nicaragua est aujourd'hui l'un des pays les moins violents du continent (taux d'homicides de 8 pour 100 000 habitants en 2015, le plus faible d'Amérique centrale et l'un des plus faibles d'Amérique latine après le Chili, la Bolivie et Cuba). Les autorités privilégient la prévention et les forces de police entretiennent un contact social avec la population, en organisant différentes activités et en accompagnant la réinsertion des personnes anciennement liées à la criminalité. Le pays est par ailleurs félicité par la FAO en 2015 pour la réduction significative de la sous-nutrition en l'espace de quelques années.
En 2018, à la suite d'une réforme de la sécurité sociale, des manifestations quotidiennes sont réprimées. Des barricades sont organisées et les affrontements avec la police font en quelques mois entre 200 et 300 morts.
En novembre 2018, Donald Trump signe un « ordre exécutif » déclarant le gouvernement du Nicaragua « menace pour la sécurité nationale » des États-Unis. En décembre, il approuve le « Nicaraguan Investment Conditionality Act », qui autorise des sanctions contre le Front sandiniste de libération nationale (FSLN) et permet de restreindre l’accès du Nicaragua aux prêts internationaux.